# Габренска котловина
Габренската котловина (до 1934 г. Чукуровска котловина) е малка котловина в западната част на Ихтиманска Средна гора.
Габренската котловина е разположена между планините Лозенска на запад и север и Вакарелска на изток и юг. Котловината има форма на равностранен триъгълник с размери 2,5/2,5/2,5 км. Площта ѝ е около 8,5 км2, а средната ѝ надморска височина е 870 м и е наклонена на север. Котловинното дъно е запълнено с мощни миоценски езерни утайки с каменни въглища (|мина Чукурово|Чукуровски въглищен басейн), а оградните ѝ склонове са изградени от гнайси, диабази, конгломерати, пясъчници и филити. Освен находищата на лигнитни въглища в котловината се добиват и зелени и бели мазни глини, които се използват в керамичната индустрия. Отводнява се от Габренска река ляв приток на Лесновска река, от басейна на Искър. Климатът е умерено-континентален, благоприятстващ развитието на селско стопанство. Почвите са канелени и кафяви горски.
В центъра на котловината е разположено село Габра.
В северната ѝ част преминава участък от жп линията свързваща мина Чукурово с жп гара Вакарел.

## Топографска карта
- Лист от карта K-34-60. Мащаб: 1 : 100 000.